# Sint-Johanneskerk (Maagdenburg)
De Sint-Johanneskerk is een kerkgebouw in de stad Maagdenburg (Duitsland), gewijd aan de apostel Johannes. De kerk is viermaal herbouwd.
De eerste kerk werd in 1207 verwoest door de grote stadsbrand, die ook de Dom van Maagdenburg verwoestte. Hetzelfde jaar begon men met de herbouw en de kerk, gebouwd als een basiliek, kwam gereed in 1238.
Op 22 juli 1451 werd de noordelijke kerktoren getroffen door de bliksem, waardoor de kerk gedeeltelijk afbrandde. In de jaren erna werd de kerk gerestaureerd en veranderde in een hallenkerk. Op 26 juni 1524 predikte Maarten Luther in de kerk.
Op 26 november 1630 brak tijdens een storm een van de torenspitsen af. Deze viel op het dak en veroorzaakte grote schade. Tijdens de Dertigjarige Oorlog werd ook Maagdenburg belegerd. In 1631 brandde de kerk af. In 1662 begon de wederopbouw van de kerk, die in 1669 werd voltooid.
Tijdens de Tweede Wereldoorlog werd de kerk op 28 september 1944 en op 16 januari 1945 door luchtaanvallen opnieuw zwaar beschadigd. Daarna volgde af en toe restauraties. Op 2 oktober 1999 werd de kerk officieel geopend.